# Política post-fàctica
Amb política post-fàctica es fa referència al pensament polític i a l'acció amb forma d'eslògans en què els fets no són al centre de l'atenció. La veritat d'una declaració es basa en l'efecte emocional de la declaració, especialment en interès del propi grup.
Segons el filòsof i sociòleg Habermas, l'ideal comunicatiu de la Il·lustració requereix arguments de discurs que satisfacin pretensions objectives i ètiques, incloent-hi sobretot fets verificables: validabilitat com a part de la discursivitat. En canvi, en l'anomenada disputa post-fàctica, els fets són negats, desviats d'ells mateixos o la seva objectivitat és diluïda, sense que això tingui cap importància decisiva per al públic objectiu. Decisiu pel grup destinatari de la política post-fàctica és si els models explicatius oferts tenen una proximitat al seu món emocional.
Els crítics assenyalen que fins i tot aquest eslògan polític es pot utilitzar malament i fins i tot es pot utilitzar "post-fàcticament" per a induir a emocions. El fenomen designat no és nou ni típic del present. Les opinions polítiques basades en punts de vista del món i interessos diferents mai no estan orientades a fets purs, sinó sempre i inevitablement a una perspectiva de percepcions de fets classificats i avaluats segons el seu propi sistema de valors. L'eslògan polèmic post-fàctic es fonamentaria en un realisme ingenu.

## Història del concepte
En alemany, l'expressió post-fàctic és una naturalització dels termes anglesos post-true i post-fact (ual). El terme es va utilitzar molt sovint durant el referèndum sobre el Brexit del 2016 al Regne Unit i a la campanya de les eleccions presidencials dels EUA el 2016.
Als Estats Units, hi ha una línia tradicional d'investigació psicològica social sobre la mentida. Bella DePaolo, que ha estat treballant en aquest tema des de finals dels anys setanta, ha realitzat un important treball pioner. El 1990 Noëlie Rodríguez i Alan Ryave van publicar el seu estudi Dir mentides en la vida quotidiana, en què van mostrar que totes les persones en situacions quotidianes constantment menteixen, sense que, però, se'n sentin incòmodes. En correspondència amb l'interès creixent del públic pel tema de les mentides, Jeremy Campbell va publicar el 2001 una història cultural de la mentida: La història del mentider: una història de falsedat.
Un dels primers autors que ha utilitzat el terme post-factual ("post-fàctic") és una Carl Bybee, científic de comunicacions de la Universitat d'Oregon. Bybee va publicar un article Can Democracy Survive in the Post-Factual Age de 1999?, que tractava del debat de Lippmann - Dewey. A partir del 1922, el debat es va centrar en el paper del periodisme a la democràcia, incloent la qüestió de quina responsabilitat política es pot esperar d'una circumscripció que sigui més que vulnerable a les propostes dels seus líders polítics a causa de la manca d'educació.
El gener de 2004 va aparèixer The Cheating Culture, l'autor del qual David Callahan va afirmar amb un to de pessimisme cultural, que la insinceritat i l'engany han augmentat dramàticament entre la població mitjana, sota la creixent pressió econòmica neoliberal de les últimes dues dècades. D'inclinació llibertària, Callahan fou acusat de simplificacions greus de problemes complexos. Al setembre del mateix any, The Post-Truth Era va anar seguida per Ralph Keyes, que –sense proporcionar proves– també va afirmar que la mentida havia augmentat dràsticament en tots els àmbits de la vida, mentre que el control social hauria fracassat més i més a canalitzar prèviament i efectivament les mentides. A partir d'aquí, la frase idiomàtica "Post-Veritat" va experimentar una forta pujada. Els editors del Diccionari Anglès d'Oxford van triar la frase 2016 com a "paraula de l'any".
El satíric de televisió Stephen Colbert va introduir en el discurs social sobre mentir a l'octubre de 2005 la seva veritat de creació de paraules. El terme juga amb els mitjans de la llengua anglesa i, per tant, no es pot traduir en alemany. Colbert es refereix irònicament a l'essència d'una declaració que apel·la fermament a les creences preconcebudes i, per tant, "sent" tan veritable que li agrada renunciar a la prova del seu contingut real de la veritat. L' American Dialect Society va triar la veracitat com el seu " mot de l'any ", el mateix any . "
Al setembre del 2016, Angela Merkel va utilitzar l'adjectiu post-fàctic en un discurs. L'octubre del 2016, es va referir a l'èxit de la AfD (Alternativa per a Alemanya) a la Cambra de Representants de Berlín. En la recepció posterior de la paraula pels mitjans de comunicació, el públic en general es va adonar de la paraula desconeguda fins aleshores a Alemanya.

## Classificacions i enfocaments explicatius
Des d'aproximadament 2012, molts autors han intentat explicar què mou a polítics com Donald Trump a manifestar públicament amb facilitat enormes quantitats de mentides evidents.

### La política com a "producte"
El 2013, el periodista alemany Thomas Assheuer va identificar en un article a Die Zeit elements de l'anomenada post-política (forma despolititzada de la política) en les declaracions de campanya electoral dels partits polítics. La controvèrsia sobre les idees i els esborranys socials ja no tindria lloc; la política només es publicaria com a "producte". Va traduir la "post-truth politics" per "post-política" i " post-democràcia ". El setembre de 2016, el col·laborador de Die Zeit Alard von Kittlitz veu un canvi en la política alemanya cap a la post-veritat. Descriu el debat polític original com una exposició en què es debat les alternatives d'acció basades en fets, però no en fets innegables en ells mateixos, i proposa el retorn a una separació estricta de fets indubtables i argumentació política.

### No és mentida, sinó merda
A la revista The New Republic Jeet Heer va dir el 2015, que Trump no és cap mentider, sinó més aviat un artista de la merda. El filòsof Harry Frankfurt (Princeton University) va publicar per primera vegada una petita peça molt aclamada On Bullshit el 1986 i una altra vegada el 2005, descrivint la merda com una espècie de discurs buit caracteritzat per una absoluta indiferència per la veracitat que només passa donar prestigi al seu autor. Trump ha argumentat de tant en tant que d'alguns punts en què està dient la veritat no es poden obtenir proves. En una ocasió, per exemple, va rebutjar les valoracions dels historiadors, ja que gairebé mai no van presenciar en persona l'esdeveniment històric en disputa. Heer veu en Trump una falta fonamental d'interès en la comprovació de fets, així com en la veritat: "Això ens situa en un món de post-veritat on el testimoni de Trump no es pot provar i en el qual simplement hem d'acceptar el treball de la seva pròpia proclamada" Memòria més gran del món ". , De fet, Trump vol conduir-nos a un país on la subjectivitat és tot allò on la realitat és simplement el que diu. "
També Frankfurt es va expressar en 2016 en aquest sentit de nou en relació directa amb Trump. Jason Stanley després va criticar aquesta interpretació com a trivialització crua.

### Emocionalitzar el discurs polític
The Economist va escriure el setembre del 2016 que les mentides polítiques dirigides no són fonamentals per a la política post-fàctica. L'ús d'una mentida política implica que hi ha una veritat i que el mentider ho sap. La prova, la coherència i la ciència són una força política en un discurs polític normal. Mentrestant, aquestes categories ja no interessarien un nombre creixent de persones en el discurs públic. Hi ha un canvi cap a la comprensió de la política en la qual els sentiments triomfen sobre els fets. A més, si la distància entre allò que se sent com a veritat i allò que és veritable esdevé massa gran, aquesta distància sovint es converteix en una teoria de la conspiració pel bé de la simplicitat. En alguns casos, la confrontació amb els fets paradoxalment condueix al fet que fins i tot es recolza l'adhesió a la declaració errònia (vegeu també l'error de confirmació).

### Efecte del canvi de paisatge dels mitjans de comunicació
Molts comentaristes diuen que hi ha una pèrdua de credibilitat percebuda en la cobertura dels mitjans de comunicació, però al mateix temps, moltes persones cada vegada prenen informació unilateral i falsa sobre mitjans socials. La raó de la unilateralitat són, en part, les anomenades bombolles de filtre, que es poden explicar pels algorismes de Google, Facebook i Twitter. També és sorprenent que la gent es tanqui només amb persones de mentalitat similar a les xarxes socials i es vegi reforçada per un efecte de cambra d'eco una vegada i una altra en la seva percepció del món. A més, els informes falsos es podrien estendre molt ràpidament a la xarxa, contribuir a la formació de l'opinió i sovint es van mantenir sense explicació. Algunes empreses s'han especialitzat a distribuir falsos positius per motius comercials. Els missatges enganyosos es combinen amb la publicitat i les vendes elevades s'aconsegueixen mitjançant la recuperació massiva. Els mitjans de comunicació establerts, que es van sentir obligats a determinats estàndards de qualitat periodístics, han tingut fins ara una certa funció de control de portes en què la informació i les opinions es distribuïen en gran nombre i que no ho eren. Gràcies a Internet i als mitjans socials, tots els destinataris també poden ser productors de contingut multimèdia. Aquest fet va ser benvingut inicialment com a democratització del mercat dels mitjans de comunicació, però va anar acompanyat d'un augment significatiu de rumors, falsos informes i teories conspiratives. La seva complexitat generalment baixa i la seva alta emotivitat es troben al mercat dels mitjans de comunicació, on l'atenció és escassa i avantatjosa per a l'acció: compartir, com o retweeten, és a dir, la retransmissió del contingut dels mitjans de comunicació.

### Manipulació dirigida per grups d'interès
L'autor Christian Schwägerl descriu en un article de la revista Yale Environment 360 els atacs contra la ciència com a malaltia contagiosa global que emana dels actors de la política postfatal: Plantilla:Zitat-en"Hi ha […] exemples tant a Europa com als EUA de com l'onada de la política 'post-fàctica' està posant en perill el progrés basat en la ciència."
- Christian Schwägerl: Yale Environment
A tall d'exemple, cita la negació de l'escalfament global provocat per l'home i el rebuig de la política pesquera comuna basada en l'evidència britànica a la UE. Basada en l'evidència significa que les decisions es prenen mitjançant l'ús conscient, explícit i prudent de les proves científiques més ben informades. Si el moviment de les idees post-fàctiques guanya, al món li espera decididament un futur purament ideològic, com diu Schwägerl.
Aquest enfocament explicatiu també es recolza en la investigació científica. Lewandowsky i d'altres argumenten que la desinformació post-facttica està "construïda i utilitzada com a boira per distreure l'atenció de les polítiques i els reptes estratègics". Per analogia amb la negació del canvi climàtic, es pot identificar la política post factificativa com una estratègia racional que s'utilitza per perseguir objectius polítics. Al seu torn, es dedueix que es poden extingir les polítiques postconfesionals si la seva efectivitat ja no existeix.

### Atac contra els principis democràtics
L'advocat constitucional Gerhard Casper fa referència a Hanna Arendt i parla en el context dels esdeveniments sota la presidència de Donald Trump d'un atac fonamental a la democràcia. El fonament de la política democràtica es basa en l'argument sobre quins són els fets i quines conseqüències tenen. En el seu assaig "Mentir en política: reflexions sobre els documents del Pentàgon", Hannah Arendt va descriure la "defactualització" el 1971; la guerra del Vietnam, entre altres coses, la va fer possible. Segons Casper, la versió de Trump sembla ser: "Si dic que alguna cosa és un fet, llavors ho és. "I ja que se sap que Trump resideix i ha estat condemnat prou sovint, però això no el fa espantar, ataca la base de la política democràtica amb les mentides. Aquesta defactualització, la negativa a discutir els fets i el que volen dir, fa que Casper sigui el desenvolupament més perillós (en democràcia).
Segons els filòsofs danesos Vincent F. Hendricks i Mads Vestergaard, una distinció entre fets i valoracions és imprescindible per a una democràcia, ja que sense ells no es podia fer una deliberació (en el sentit de la democràcia deliberativa Joseph M. Bessette): informació factual a la qual també Si tots poguessin acordar valors controvertits, és "el criteri indispensable del discurs racional". Fins i tot si es volia reduir la democràcia a un judici just, elegir els representants del poble, es dependria d'aquesta distinció, ja que sense un mínim d'informació factual vàlida i fiable no es pot determinar si un govern és eficient o no. Si els fets es polititzessin i, per tant, es deixessin a la seva pròpia opinió, la democràcia seria minada - no gaire diferent, com si els problemes estiguessin absolutitzats tecnocràticament i les seves diferents opcions d'avaluació fossin ignorades.

### Descalificació del públic
Des del 2012, el columnista de Spiegel Sascha Lobo havia descrit el concepte de política post-veritat com una política independent de la veritat en què les opinions i els fets es van difuminar i, de passada, els èxits de la Il·lustració van caure a la vora. Va comentar el fenomen: "Tota persona té dret a la seva opinió, però ningú no té dret als seus propis fets. "
El 2017, Marina Weisband va impulsar aquesta idea al setmanari Die Zeit. Sense ni tan sols utilitzar el terme "post-fet", va argumentar que les mentides, com ara la de Trump, no són només els enganys habituals que cada govern propaga, beneint la veritat: "La qualitat especial d'aquesta mentida La Trump és que, sense cap educació prèvia, només amb el poder de la pròpia percepció, algú ho pot veure. En un cert sentit, el seu propòsit és contradir la percepció. "La mentida no té l'objectiu de convèncer el públic. La intenció és més que molestar el públic tan sovint amb declaracions falses òbvies, fins que ja no poden suportar la dissonància cognitiva i esgoten: "Les gotes estables eviten el crani. L'objectiu de les mentides evidents és la prova de la impotència de la veritat; el canvi del discurs, de manera que tot es posa en qüestió de sobte. "L'atac pretén, doncs, directament l'ús autodeterminat de la percepció: l'instrument més important que la Il·lustració ha aportat a l'home. Aquest sistema de mentida no era res nou, però bastant similar, per exemple, es practica a l'antiga Unió Soviètica.

## Exemples de casos
L'antic alcalde de Nova York i el defensor Donald Trumps, Rudy Giuliani, van dir en un discurs del dia 15. L'agost del 2016, durant els vuit anys abans que el president Obama prengués el càrrec, no hi hauria hagut "atacs islàmics amb èxit als Estats Units". Durant aquest període, però, els atacs terroristes van tenir lloc el dia 11. Setembre del 2001. Die Zeit va comentar el comportament de Giuliani de la manera següent: "Tothom pot veure fàcilment a través de la seva mentida. Fins i tot les persones que el van aplaudir saben que en cas de dubte, això era una mentida. Però no els importa. "Els fets semblen irrellevants per a Giuliani i el seu públic. Per a la seva audiència, òbviament, " se sentia cert que des que Obama tot ha esdevingut pitjor, fins i tot el terror. " 
L'autor Catherine Rampell pregunta al Washington Post: " Quan els fets no tenen importància, com pot sobreviure la democràcia? "(Quan els fets no compten, com pot existir la democràcia?) I descriu quant les diferents circumscripcions electorals de les eleccions presidencials de 2016 no reconeixen dades oficials com a fets.
The Independent escriu que la veritat, una vegada que era el patró or d' un debat polític, s'ha devaluat per convertir-se en una moneda inútil. El periòdic cita un exemple: en un esdeveniment de campanya, Barack Obama va tenir una protecció a favor de Donald Trump. No obstant això, més tard aquest dia, Trump va dir en un esdeveniment: "Has de mirar el que va passar. Obama va passar tant de temps cridant a un manifestant, per ser honest, va ser una pena. "Molts nord-americans van triar activament el seguiment de la invenció idiota de Trump encaixar-los perfectament en la història de" Obama the Tyrant ", que és la realitat alternativa de la xarxa de notícies Breitbart.
Després de la victòria de Trump a les eleccions presidencials dels Estats Units de 2016, Adrian Daub, professor associat d'estudis alemanys a la Universitat Stanford, considera la política postfactorial de Trump com la ira, la desgraciació i la enemistat. "Un entreteniment barat, una sensació de sorpresa i un angoixament merescut a la destrucció" van conduir els seus seguidors. No obstant això, els elements clau de la Il·lustració, com ara la recerca de la veritat i els valors universals, haurien perdut el seu significat. El filòsof Slavoj Žižek també veu la ira com el motor de l'èxit de Trump. No obstant això, assenyala que Trump, sobretot candidat a l'establiment, es va dirigir a Bernie Sanders i, per tant, no només l'entreteniment barat és el motor. Trump com a mínim va prometre un canvi, fins i tot si va prometre un canvi cap a la dreta i va incorporar una disminució de la moral pública. L'esquerra tampoc no era autèntica i havia d'oferir un canvi social autèntic i radical.
Mentre que alguns comentaristes fins i tot a través de la campanya triomfs proclamant una edat posterior als fets no avaluen altre enfocament triomfs com post realitat, però era com autoritaris o totalitaris per entendre la propaganda, com Jason Stanley. L'objectiu declarat de la propaganda totalitària és oferir un model explicatiu coherent i fàcil d'entendre i de distorsionar la realitat, en part, com a demostració de poder. Aquest poder per a la evident distorsió de la realitat és alhora la major força i la major debilitat. També avui és important entendre i nomenar aquests mecanismes d'acció exactament.

### Eleccions federals de 2016
La comunicació especulativa com a part d'una política postfatal va ser també visible a les eleccions estatals de 2016, ja que va coincidir amb el moment en què més de 800.000 refugiats van arribar a Alemanya. A "Mentides de premsa - igual que el AfD, sabia com utilitzar la comunicació especulativa" descriu Eveline Lemke també el grau d'auto-reflexió dels mitjans de comunicació durant la campanya electoral a Renània-Palatinat i en tot el país en aquest moment. La comunicació especulativa era, entre altres coses Floreix quan 12 milionaris en una campanya nacional de cartells amb el lema "Més seguretat per a les nostres esposes i filles" l'elecció de la AfD i, per tant, van ajudar a la AFD a entrar a la legislatura estatal.
Una declaració de Georg Pazderski, president nacional de l' AfD Berlin, va ser citat per Hessischer Rundfunk com un exemple de política postfatal. Pazderski va respondre a la pregunta de per què el seu partit mai no va esmentar que el 98% dels immigrants viuen pacíficament a Alemanya: "No es tracta només d'estadístiques, de com se senten els ciutadans. Això vol dir que el que sents és també realitat. "El Süddeutsche Zeitung comenta:" Pazderski no nega el nombre, però no li interessa. "

### Brexit

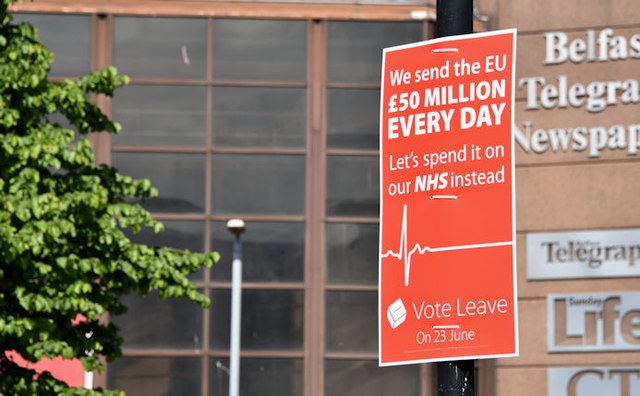
El ressentiment contra la UE va ser impulsat per la campanya del Brexit amb xifres falses.

El terme "política postatal" va ser utilitzat sovint durant la disputa sobre els partidaris del Brexit de Brexit i es va relacionar, per exemple, amb la falsedat del cost de la sortida. Faisal Islam, un comentarista de Sky News, va cridar a Michael Gove un polític post-faccional que va importar aquests mètodes a la campanya electoral de Donald Trump. En particular, va posar èmfasi en el comentari de Goves: "Crec que la gent d'aquest país ha tingut prou experts" (crec que la gent està plena d'experts). Des d'Arron Banks, fundador de Leave. Campanya de la UE, la cita prové de "fets no funcionen […] Heu de connectar-vos amb la gent emocionalment. És el triomf d'èxit. "(Els fets no aporten res ... Cal establir una connexió emocional amb la gent. És l'èxit de Trump.) Andrea Leadsom, també defensora del Brexit, va ser cridada un polític post-faccional, sobretot després d'haver afirmat veritablement que no havia acusat a Theresa May de no tenir fills (malgrat que els registres demostraven que acabava de fer-ho)).

### Marc polític
La científica cognitiva Elisabeth Wehling mostra en el seu treball de recerca que els conceptes de comunicació sempre estan incrustats en una determinada xarxa d'interpretació. Aschot Manucharjan resumeix en una revisió: 
 Quan es tracta d'entendre paraules o idees, el cervell activa un marc d'interpretació anomenat marcs. (...) En els debats polítics, els fets no són decisius, sinó les connexions mentals que desencadenen determinats conceptes en el cervell. (...) El problema és que aquests marcs són sempre ideològicament selectius, és a dir, emfatitzen certs fets, mentre que altres queden sense considerar. Sempre que els polítics, els mitjans de comunicació o la publicitat aconsegueixen activar certs marcs al nostre cap, "guien el nostre pensament i la nostra acció sense que la notem". 
 En una entrevista sobre la retòrica de populistes de dretes, fets alternatius i el llenguatge de la política, Wehling deixa clar que els fets són fonamentals, però no tenen sentit en la disputa política per se. Els fets van obtenir el seu significat polític a través d'una interpretació moral. El ciutadà només pot prendre decisions informades si no només coneix els fets, sinó també les diferències ideològiques de les parts que volen representar-lo. Ella considera que és "postfactual" ser enganyosa perquè limitava la qüestió als ciutadans "cecs". El problema, però, seria quan les visions polítiques "pre-factuals" ja no es comuniquin com a legitimadores de la seva pròpia classificació de fets. "Fets alternatius" no existirien, però Trump i el seu equip es referirien deliberadament a mentides per utilitzar-los com bombes de fum i fumar espelmes. Van desviar l'atenció de la política real que mantenien en segon pla.

### "La facticitat era abans més vàlida"
Com va assenyalar Bernhard Pörksen, entre d'altres, el discurs sobre allò "post-fàctic" es basa en el supòsit que "qualsevol concepte concebible de facticitat en qualsevol moment de la història de l'home podria haver-se donat per descomptat com a regulador de la convivència social". Tanmateix, en examinar més de prop els discursos públics del passat, aquesta afirmació no es pot mantenir. Tant en el passat com en el present, els actors socials establerts sempre han intentat establir els límits desitjats de la discussió pública amb l'ajut del poder de nomenclatura verbal.

### "Qui menteix un cop, menteix sempre"
Bernhard Pörksen també ha criticat que el terme no s'utilitza per obtenir coneixements, sinó per devaluar a aquells que es diu que estan malament no només en un cas concret, sinó que " existeixen , en principi, a l'univers privat d'una realitat regida per l'irracionalisme". Karl-Heinz Ott també va assenyalar el caràcter de la paraula de jurament de l'expressió.

### Els fets i la seva interpretació
Diversos autors han assenyalat que els discursos polítics i ideològics no són tant els fets purs com la seva interpretació. Karl-Heinz Ott va escriure que dos poden estar molt d'acord en un fet (p. ex., aquest fet es pot interpretar de manera molt desigual i avaluar: "Finalment, podeu nomenar el mateix tema amb noms molt diferents, el que només mostra el fet que alguns celebren com a multiculturals, com són els altres. Preus per l'alienació. " Per tant, Joachim Güntner adverteix contra un" realisme ingenu "que només comprèn incompletament els fets del món polític i social. Hi ha interpretacions realment. "
Servan Grüninger i Michaela Egli de NZZ van dir que els "post-facturadors" tenen raó en un moment determinat: "Els fets nus són inútils políticament. Les dades necessiten una interpretació, una teoria empírica i una política orientada a fets que necessita objectius i valors, de manera que el coneixement de fet es converteix en una eina útil. " No només Trump, sinó també Merkel és post-facto. "Aquí hi ha un showman científicament escèptic que va sacsejar l'establiment als EUA, perquè el físic a vegades genial i tecnocràtic amb una certa desconfiança en les decisions de base. "

### Problemes inherents del concepte "fàctic"
Karl-Heinz Ott va analitzar els límits d'un ús significatiu del nou vocabulari, que delimita del terme anglès post-truth, ja que la veritat significa més que fets. Ja a la Il·lustració, Diderot va anomenar "fet" per a un d'aquests termes que són els més difícils de definir, ja que alguns consideren cert allò que els altres perceben com a mentida.

Ott també assenyala els límits del coneixement que sempre hi ha més que fets, fins i tot si sembla que només parleu de fets, la dificultat de deduir sempre totes les concepcions dels fets a menys que sigueu un expert i el personatge. de la política, en la qual els fets no van tenir el paper únic i no el decisiu abans d'interessos i valors. Per a la veritat, un ideal sempre és decisiu, un objectiu, un significat que va més enllà de la realitat nua. 
 ... fins i tot persones que creuen que només creuen en fets creuen en molt més que un simple fet. Creuen en la ciència, en el progrés tècnic, en les estadístiques o en el fet que no hi ha Déu ni res més alt. I no només creuen en fets, sinó sobretot en la seva pròpia visió del món. 
 I Joachim Güntner: 
 El discurs de la "política post-fàctica" és abans que res polèmic. Acusa l'acció política de deixar-se guiar per les emocions. Es pot convertir contra el discurs hipermoral del discurs políticament correcte i de l'odi del nou populisme. Ella evoca el factualisme lamentant la manca de realisme entre els pensadors suposadament post-docents. Ignora el fet que els fets que li agraden tant "dur" siguin ells mateixos productes d'interpretació. 

### "Descens imparable"
Bernhard Pörksen va criticar, a més, el fet que les converses posteriors a la veritat siguin en forma de "diagnòstics del temps resignats-apocalíptics", una "celebració verbal radical de la pròpia impotència" i que ignorin el que realment es podia fer.

## Reaccions

### Paraula internacional i alemanya de l'any 2016
Els editors del diccionari anglès d'Oxford, el diccionari més gran de l'llengua anglesa, van triar "post-truth" (post-facto) el novembre de 2016 com a paraula internacional de l'any 2016 . "Propulsat per l'augment de les xarxes socials com a font de notícies i una creixent desconfiança en els fets que ofereix l'establiment", s'ha estès el concepte, va dir el cap de l'editorial Casper Grathwohl.
A Alemanya, al desembre de 2016, la Gesellschaft für deutsche Sprache (GfdS) va votar per unanimitat "postfactual" la paraula de l'any. No és la freqüència, però el "significat, popularitat i qualitat lingüística" va tenir un paper decisiu en la decisió.
El GfdS va explicar que, "post-fàctict", "en les discussions polítiques i socials avui en dia tracta cada vegada més de les emocions que dels fets". És un canvi polític profund i global. Els sectors cada vegada més grans de la població es troben "en la seva aversió cap a" els que hi són "disposats a ignorar els fets i fins i tot a acceptar mentides evidents". Com a exemple de política post-faccional, Donald Trump diu que Barack Obama va fundar l'organització terrorista "Estat islàmic". Florian Klenk citat en Falter psiquiatre Patrick Terry, que, per tant, en aquest context, el terme hipotètic té "post facto" per a la veritable i enganyosa.

### Marxa per la ciència
La manifestació internacional massiva March for Science va fer campanya a l'abril de 2017 pel valor de la investigació i la ciència, contra l'ús i la difusió de " fets alternatius " (-> z.). " Notícies falses ") i contra l'establiment d'una "època post facció". Segons una enquesta no representativa del Karlsruhe Institute of Technology (KIT), la protesta contra el "pensament post-fet" va ser un dels motius principals de molts manifestants a Alemanya.